# Manfreda chamelensis
Manfreda chamelensis är en sparrisväxtart som beskrevs av Emily Jane Lott och Verh.-will. Manfreda chamelensis ingår i släktet Manfreda och familjen sparrisväxter. Inga underarter finns listade i Catalogue of Life.